# Guciów

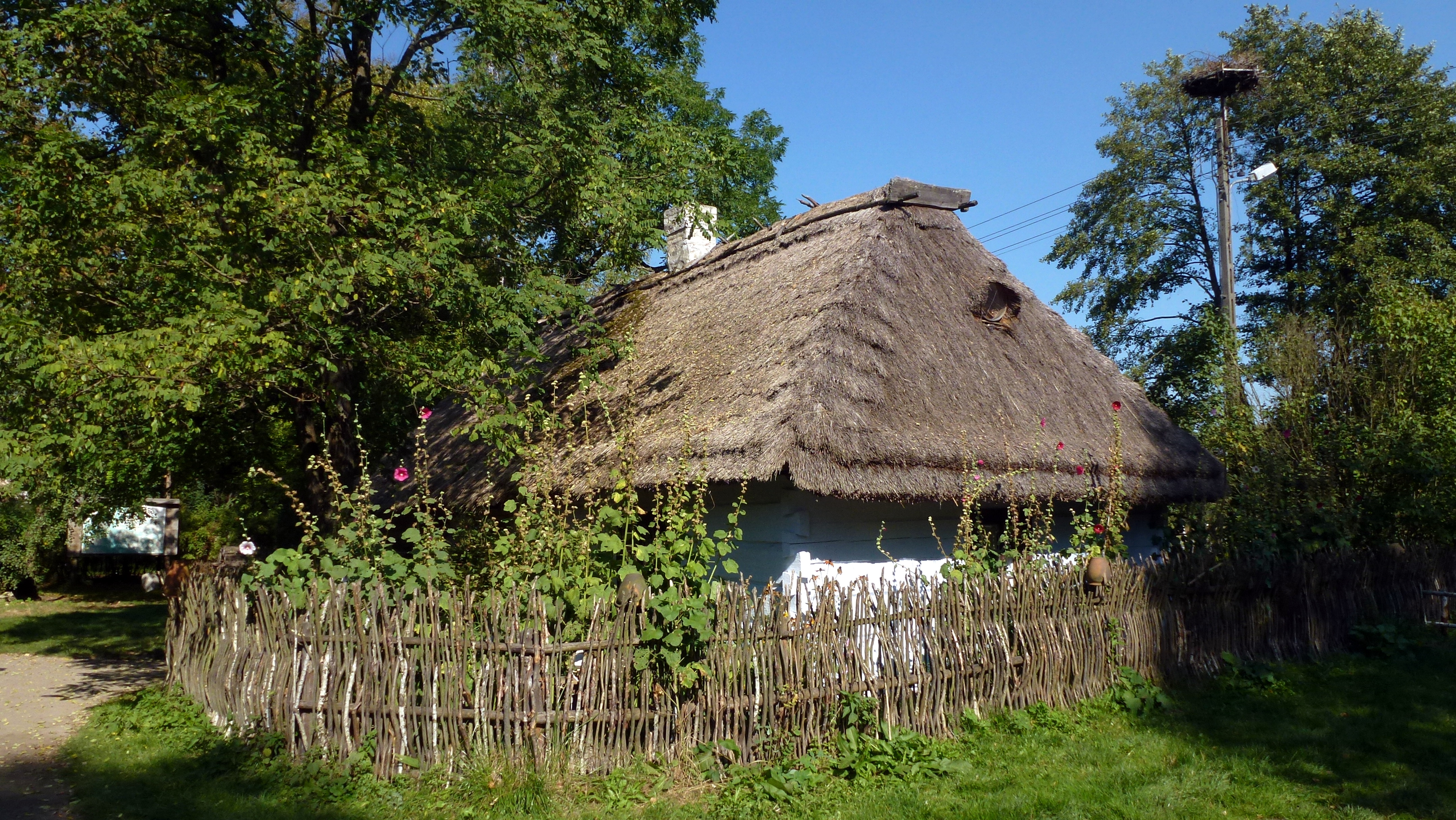
Chałupa w skansenie w Guciowie

Guciów – wieś w Polsce położona w województwie lubelskim, w powiecie zamojskim, w gminie Zwierzyniec. Leży na Roztoczu Środkowym,  nad rzeką Wieprz.
W latach 1975–1998 miejscowość administracyjnie należała do województwa zamojskiego.
Wieś jest sołectwem w gminie Zwierzyniec. Według Narodowego Spisu Powszechnego z roku 2011 wieś liczyła 95 mieszkańców.
Wierni Kościoła rzymskokatolickiego należą do parafii Opatrzności Bożej w Bondyrzu.

## Zabytki
We wsi znajduje się gospodarstwo agroturystyczne „Zagroda Guciów”, mieszczące m.in.  muzeum etnograficzno-przyrodnicze wpisane do rejestru zabytków. Składa się z chałupy, stodoły (wybudowane w XIX w.) i obory z poddachem (początek XX wieku). Na Wystawie Meteorytów można oglądać m.in. fragment meteorytu „Zakłodzie”, który spadł w okolicy w kwietniu 1897 r.
Na prawym brzegu Wieprza, ok. 0,5 km od głównej drogi biegnącej przez wieś, na dwóch sąsiadujących ze sobą pagórkach, znajduje się stanowisko archeologiczne przebadane w latach 1959-1964. Odkryto tu cmentarzysko kurhanowe z epoki brązu (ok. 1450-1200 r. p.n.e.), zaliczane do kultury trzcinieckiej, zawierające w kurhanach pochówki ciałopalne różnych odmian. Towarzyszyły im szczątki konstrukcji drewnianych o charakterze rytualnym. Pod niektórymi nasypami znaleziono wcześniejsze groby z okresu neolitu (ok. 2500-1700 r. p.n.e.), należące do kultury ceramiki sznurowej. Niektóre kurhany były wtórnie użytkowane we wczesnym średniowieczu.
Na wzgórzu zwanym Monastyr lub Starzyzna znajdują się pozostałości grodziska typu wyżynnego (widoczne zarysy wałów) funkcjonującego od IX do XI wieku. Przyjmuje się, że był to jeden z grodów wchodzących w skład większej grupy osad otwartych (podobne zlokalizowane w pobliskim Batorzu i Chodliku).
Jesienią 2005 dr Gerard Gierliński odkrył we wsi Potok skamieniałe ślady dinozaura kaczodziobego oraz mięsożernego. Obie skamieliny miały być zaczątkiem „Środkowoeuropejskiego Dinoparku” w Guciowie.

## Literatura
Miejscowość była inspiracją dla tytułowych Wyrębów z powieści Stefana Dardy.